# Lasioglossum rohweri
Lasioglossum rohweri är en biart som först beskrevs av Ellis 1915.  Lasioglossum rohweri ingår i släktet smalbin, och familjen vägbin. Inga underarter finns listade i Catalogue of Life.